# Adolf Büger
Adolf Büger (* 5. Dezember 1885 in München; † 3. Oktober 1966 ebenda) war ein deutscher Maler.

## Leben
Adolf Büger studiert ab 1906 an der Kunstakademie München in der Zeichenklasse von Peter Halm und Angelo Jank.
Bereits in jungen Jahren hatte er Ausstellungen in bedeutenden Galerien, wie in der von Heinrich Thannhauser, Adolf Weinmüller und in der Kunsthandlung Brackl, im Glaspalast München, in Berlin bei Ferdinand Möller, wie auch 1910 in der Neue Galerie New York neben Erich Heckel und Max Pechstein. Freundschaftliche Beziehung hatte er mit vielen Künstlerkollegen, darunter Wilhelm Heinrich Nagel und Willi Geiger.
Da seine Werke ab 1933 als „entartet“ galten, zog sich Büger nach Bad Reichenhall zurück. Im Zweiten Weltkrieg wurde sein Atelier in München zerstört und fast sein komplettes Frühwerk mit 150 Bildern ging durch die Kriegseinwirkung verloren. Eines der wenigen erhaltenen Werke Bügers aus der Vorkriegszeit stellte zwei Skifahrer dar, in welchem sich der Künstler selbst porträtiert hatte. Die tiefen Spuren, die die beiden Weltkriege hinterließen, zeigte sich in dem 1947 entstandenen „Selbstbildnis mit Stirnverband“.
Nach 1945 beteiligt sich Büger wieder bei der Künstlergruppe Der Rote Reiter neben Willi Baumeister, Max Ackermann und Ida Kerkovius. 1952 kehrte er, durch Vermittlung des Kulturbeauftragten Hans Ludwig Held, nach München zurück. Zum zehnjährigen Bestehen des „Roten Reiters“ im Jahr 1956 beteiligte er sich an der Ausstellung in Traunstein.
Oftmals war er zu Besuch bei seiner Tochter aus erster Ehe in Salzburg und Hallein. Dort interpretierte Büger die städtischen Ansichten künstlerisch, wie die Darstellung der Festung Hohensalzburg von 1955 sowie einen Ausschnitt der Salzburger Altstadt aus dem Jahr 1963. In diesen Darstellungen wurde Büger seinem Ruf gerecht, ein „Meister der Farbe“ zu sein. Neben den künstlerischen Inspirationen in Salzburg lernte der Künstler hier auch seine zweite Frau, die Grafikerin und Malerin Ika, kennen, welche er 1957 heiratete. Die Beziehung befruchtete beide in ihrer Kreativität.
Ab 1952 bis zu seinem Tode 1966 beteiligte sich Büger regelmäßig mit der Neuen Münchner Künstlergenossenschaft bei der „Großen Kunstausstellung München“.

## Werk
Zu Bügers Hauptmotiven gehörten anfänglich Landschaften, Akte, Tierdarstellungen und Stillleben. Später erweiterte er sein Werk um religiöse Themen und Bildnisse. Er gilt als ein bedeutender Kolorist und Maler für monumentale Figuren- und Landschaftsdarstellungen.

## Ausstellung
- 1910: Neue Galerie New York, New York City
- 1952: Grosse Kunstausstellung München
- 1957: Ausstellung mit seiner Frau Ika Büger, Galerie Malura, München
- 1961: Ausstellung zum 75sten Geburtstag, Galerie Wolfgang Gurlitt, München[4]